# Spelartrupper under europamästerskapet i volleyboll för damer 2019
Denna artikeln visar spelartrupperna för de deltagande lagen vid europamästerskapet i volleyboll för damer 2019, som hölls i Tjeckien, Ungern, Polen och Turkiet från 23 augusti till och med 8 september 2019.

## Azerbajdzjan
| Tröjnummer | Namn                 | Spelposition | Födelsedatum     | Lag                          |
| ---------- | -------------------- | ------------ | ---------------- | ---------------------------- |
| -          | Giovanni Caprara     | F            | 7 november 1962  | Azzurra Volley San Casciano  |
| 2          | Yana Azimova         | P            | 5 juli 1994      | Azərreyl QVK                 |
| 5          | Odina Äliyeva        | VS           | 22 maj 1990      | -                            |
| 6          | Aysän Äbdüläzimova   | C            | 11 april 1993    | Vasas SC                     |
| 7          | Olena Hasanova       | C            | 25 november 1995 | Volero Le Cannet             |
| 8          | Jelyzaveta Samadova  | VS           | 3 mars 1995      | Leningradka Sankt Petersburg |
| 9          | Anastasija Bezsonova | VS           | 21 december 1999 | OK Branik                    |
| 14         | Krystsina Besman     | P            | 13 februari 1996 | LP Viesti Salo               |
| 17         | Polina Rəhimova      | HS           | 5 juni 1990      | Türk Hava Yolları SK         |
| 18         | Shafagat Alishanova  | P            | 3 augusti 1991   | Azərreyl QVK                 |
| 19         | Bəyaz Əliyeva        | L            | 9 juni 1990      | Azərreyl QVK                 |
| 20         | Marharyta Azizova    | HS           | 25 april 1993    | PTPS Piła                    |
| 22         | Maryia Kiryliuk      | C            | 16 februari 1995 | Azərreyl QVK                 |

## Belarus
| Tröjnummer | Namn                 | Spelposition | Födelsedatum      | Lag                      |
| ---------- | -------------------- | ------------ | ----------------- | ------------------------ |
| -          | Petr Chil'ko         | F            | 4 juli 1965       | -                        |
| 1          | Vera Kostjučik       | HS           | 27 september 2000 | VK Proton                |
| 3          | Nadežda Stoljar      | C            | 11 januari 1996   | VK Minsk                 |
| 4          | Anna Kalinovskaja    | C            | 15 maj 1985       | VK Minsk                 |
| 5          | Vera Klimovič        | C            | 29 april 1988     | Maccabi Haifa            |
| 6          | Anastasija Harėlik   | HS           | 20 mars 1991      | VK Uralochka-NTMK        |
| 7          | Alena Fedorinčik     | L            | 3 juli 1993       | VK Minsk                 |
| 8          | Ekaterina Sokol'čik  | VS           | 27 juli 1993      | VK Minsk                 |
| 9          | Alina Il'juta        | VS           | 4 maj 1991        | Pribuzhie Brest          |
| 10         | Ol'ha Pavljukovskaja | L            | 13 juli 1988      | KSZO Ostrowiec           |
| 11         | Hanna Klimec         | HS           | 4 mars 1998       | VK Uralochka-NTMK        |
| 12         | Anastasija Kononovič | P            | 6 december 1984   | YuZGU-Atom               |
| 15         | Tat'jana Markevič    | VS           | 25 mars 1988      | CS Dinamo București      |
| 17         | Anastasija Šaš       | P            | 6 juni 1996       | VK Minsk                 |
| 18         | Julija Minjuk        | C            | 23 maj 2000       | Volley Millenium Brescia |

## Belgien
| Tröjnummer | Namn               | Spelposition | Födelsedatum      | Lag                              |
| ---------- | ------------------ | ------------ | ----------------- | -------------------------------- |
| -          | Gert van de Broek  | F            | 28 februari 1967  | Asterix Avo Beveren              |
| 2          | Elise van Sas      | P            | 1 augusti 1997    | VC Oudegem                       |
| 3          | Britt Herbots      | VS           | 24 september 1999 | UYBA Volley                      |
| 4          | Nathalie Lemmens   | C            | 12 mars 1995      | 1. VC Wiesbaden                  |
| 7          | Celine van Gestel  | VS           | 7 november 1997   | Asterix Avo Beveren              |
| 8          | Kaja Grobelna      | HS           | 4 januari 1995    | UYBA Volley                      |
| 10         | Dominika Sobolska  | C            | 3 december 1991   | Çanakkale BSK                    |
| 11         | Britt Ruysschaert  | L            | 27 maj 1994       | Antwerp Ladies VT                |
| 12         | Dominika Strumilo  | VS           | 26 december 1996  | Vandœuvre Nancy Volley-Ball      |
| 13         | Marlies Janssens   | C            | 4 juni 1997       | Asterix Avo Beveren              |
| 16         | Karolina Goliat    | HS           | 25 oktober 1996   | AS Saint-Raphaël Var Volley-Ball |
| 17         | Ilka van de Vyver  | P            | 26 januari 1993   | Rote Raben Vilsbiburg            |
| 19         | Silke van Avermaet | C            | 2 juni 1999       | Asterix Avo Beveren              |
| 20         | Jodie Guilliams    | VS           | 26 april 1997     | PTSV Aachen                      |
| 21         | Manon Stragier     | VS           | 12 mars 1999      | VDK Gent                         |

## Bulgarien
| Tröjnummer | Namn                | Spelposition | Födelsedatum     | Lag                                 |
| ---------- | ------------------- | ------------ | ---------------- | ----------------------------------- |
| -          | Ivan Petkov         | F            | 18 oktober 1976  | VK Maritsa                          |
| 1          | Gergana Dimitrova   | VS           | 28 februari 1996 | Volero Le Cannet                    |
| 2          | Nasja Dimitrova     | C            | 6 november 1992  | VK Maritsa                          |
| 3          | Kristiana Petrova   | L            | 13 juli 1997     | VK Levski Sofia                     |
| 6          | Miroslava Paskova   | VS           | 16 februari 1996 | VK Maritsa                          |
| 7          | Lora Kitipova       | P            | 19 maj 1991      | CSM Volei Alba Blaj                 |
| 8          | Petja Barakova      | P            | 18 juni 1994     | KS Developres Rzeszów               |
| 10         | Mira Todorova       | C            | 12 april 1994    | Volero Le Cannet                    |
| 12         | Marija Karakaševa   | VS           | 27 oktober 1988  | CSM Volei Alba Blaj                 |
| 14         | Aleksandra Milanova | VS           | 4 juli 2001      | VK Maritsa                          |
| 15         | Žana Todorova       | L            | 6 januari 1997   | VK Maritsa                          |
| 16         | Elica Vasileva      | VS           | 13 maj 1990      | Pallavolo Scandicci Savino Del Bene |
| 17         | Elena Bečeva        | VS           | 30 maj 1998      | VK Levski Sofia                     |
| 20         | Marija Krivošijska  | C            | 6 september 2001 | VK Beroe Stara Zagora               |
| 23         | Vangelija Račkovska | VS           | 19 juli 1997     | VK Levski Sofia                     |

## Estland
| Tröjnummer | Namn             | Spelposition | Födelsedatum     | Lag                              |
| ---------- | ---------------- | ------------ | ---------------- | -------------------------------- |
| -          | Andrei Ojamets   | F            | 6 juli 1963      | Volley Duo                       |
| 1          | Nette Peit       | VS           | 27 mars 1992     | Kangasala                        |
| 2          | Kaisa Bahmatšev  | P            | 30 juli 1994     | Farciennes                       |
| 3          | Julija Mõnnakmäe | P            | 7 november 1990  | Vandœuvre Nancy Volley-Ball      |
| 4          | Kristiine Miilen | VS           | 4 december 1996  | Terville Florange Olympique Club |
| 5          | Liis Kullerkann  | C            | 2 maj 1991       | Vandœuvre Nancy Volley-Ball      |
| 7          | Eliise Hollas    | C            | 29 december 1993 | Terville Florange Olympique Club |
| 8          | Eliisa Peit      | C            | 27 mars 1991     | Vampula                          |
| 9          | Anu Ennok        | VS           | 25 januari 1992  | Vandœuvre Nancy Volley-Ball      |
| 10         | Hanna Pajula     | VS           | 12 juni 1998     | Farciennes                       |
| 11         | Kertu Laak       | HS           | 21 februari 1998 | LP Viesti Salo                   |
| 12         | Kristi Nõlvak    | L            | 30 maj 1989      | TTU                              |
| 14         | Ingrid Kiisk     | VS           | 9 februari 1998  | Volley Duo                       |
| 15         | Kristel Moor     | HS           | 20 februari 1994 | Terville Florange Olympique Club |
| 17         | Nathalie Haidla  | L            | 1 september 2001 | TLU                              |

## Finland
| Tröjnummer | Namn              | Spelposition | Födelsedatum      | Lag                   |
| ---------- | ----------------- | ------------ | ----------------- | --------------------- |
| -          | Tapio Kangasniemi | F            | 7 mars 1979       | -                     |
| 1          | Roosa Koskelo     | L            | 20 augusti 1991   | Allianz MTV Stuttgart |
| 3          | Saara Loikkanen   | VS           | 31 maj 1980       | Vammalan              |
| 4          | Noora Kosonen     | VS           | 25 september 1993 | Finland               |
| 5          | Suvi Kokkonen     | VS           | 1º februari 2000  | HLPK Lentiskerho      |
| 6          | Michaela Madsen   | C            | 28 december 1993  | RC Cannes             |
| 7          | Emmi Riikilä      | VS           | 17 juni 1999      | HLPK Lentiskerho      |
| 8          | Kaisa Alanko      | P            | 3 januari 1993    | Volley-Ball Nantes    |
| 9          | Katja Kylmäaho    | P            | 21 april 1994     | Lugano                |
| 10         | Laura Pihlajamäki | C            | 15 augusti 1990   | 1. VC Wiesbaden       |
| 11         | Salla Karhu       | VS           | 9 april 1994      | HLPK Lentiskerho      |
| 12         | Piia Korhonen     | HS           | 12 januari 1997   | Dresdner SC           |
| 13         | Anna Czakan       | C            | 19 juli 1996      | LP Viesti Salo        |
| 14         | Roosa Laakkonen   | C            | 4 juni 1994       | Evreux                |
| 16         | Tiiamari Sievänen | L            | 19 juli 1994      | Kangasala             |

## Frankrike
| Tröjnummer | Namn                  | Spelposition | Födelsedatum     | Lag                |
| ---------- | --------------------- | ------------ | ---------------- | ------------------ |
| -          | Émile Rousseaux       | F            | 3 april 1961     | -                  |
| 2          | Héléna Cazaute        | VS           | 17 december 1997 | RC Cannes          |
| 3          | Amandine Giardino     | L            | 30 mars 1995     | Volero Le Cannet   |
| 4          | Christina Bauer       | C            | 1 februari 1988  | RC Cannes          |
| 5          | Pauline Martin        | C            | 20 oktober 1995  | HLPK Lentiskerho   |
| 9          | Nina Stojiljković     | P            | 1 september 1996 | Quimper Volley 29  |
| 11         | Lucille Gicquel       | VS           | 13 november 1997 | Volley-Ball Nantes |
| 15         | Amandha Sylves        | C            | 29 december 2000 | Volley-Ball Nantes |
| 16         | Juliette Fidon        | VS           | 28 oktober 1996  | Béziers Volley     |
| 17         | Alexandra Dascalu     | HS           | 17 april 1991    | Due Principati     |
| 22         | Manon Moreels         | VS           | 22 mars 2001     | IFVB               |
| 23         | Léandra Olinga-Andela | C            | 12 augusti 1997  | ASPTT Mulhouse     |
| 45         | Odette Ndoye          | VS           | 25 augusti 1992  | Volley-Ball Nantes |
| 59         | Mallory Steux         | P            | 24 oktober 1988  | Stade Francais     |
| 99         | Juliette Gelin        | L            | 2 november 2001  | IFVB               |

## Grekland
| Tröjnummer | Namn                   | Spelposition | Födelsedatum      | Lag                               |
| ---------- | ---------------------- | ------------ | ----------------- | --------------------------------- |
| -          | Guillermo Hernández    | F            | 18 juni 1977      | SC Potsdam                        |
| 2          | Maria Elenī Artakianou | L            | 21 maj 1994       | AO Thīras                         |
| 5          | Maria Oikonomidou      | HS           | 18 augusti 1992   | Panathinaikos                     |
| 6          | Panagiota Dioti        | VS           | 13 november 1992  | Vasas SC                          |
| 7          | Geōrgia Lamprousī      | C            | 27 januari 1993   | Olympiakos SFP                    |
| 8          | Areta Konomī           | L            | 31 januari 1989   | Olympiakos SFP                    |
| 9          | Olga Strantzalī        | VS           | 12 januari 1996   | PTPS Piła                         |
| 10         | Evangelia Merteki      | VS           | 29 april 1991     | AO Thīras                         |
| 11         | Anthī Vasilantōnakī    | HS           | 9 april 1996      | Polisportiva Filottrano Pallavolo |
| 12         | Athīna Papafōtiou      | P            | 23 augusti 1989   | ASPTT Mulhouse                    |
| 13         | Athanasia Totsidou     | VS           | 18 juni 1989      | AEK Aten                          |
| 14         | Stylianī Christodoulou | P            | 19 juli 1991      | Olympiakos SFP                    |
| 16         | Anna Kalantatze        | C            | 13 augusti 1997   | AO Thīras                         |
| 18         | Angeliki Emmanouilidou | C            | 18 september 1994 | AO Thīras                         |
| 20         | Kōnstantina Vlachakī   | VS           | 8 maj 1995        | Olympiakos SFP                    |

## Italien
| Tröjnummer | Namn                  | Spelposition | Födelsedatum      | Lag                                 |
| ---------- | --------------------- | ------------ | ----------------- | ----------------------------------- |
| -          | Davide Mazzanti       | F            | 15 oktober 1976   | -                                   |
| 1          | Indre Sorokaite       | HS           | 2 juli 1988       | Azzurra Volley San Casciano         |
| 5          | Ofelia Malinov        | P            | 29 februari 1996  | Pallavolo Scandicci Savino Del Bene |
| 6          | Monica de Gennaro     | L            | 8 januari 1987    | Imoco Volley                        |
| 7          | Raphaela Folie        | C            | 7 mars 1991       | Imoco Volley                        |
| 8          | Alessia Orro          | P            | 18 juli 1998      | UYBA Volley                         |
| 10         | Cristina Chirichella  | C            | 10 februari 1994  | AGIL Volley                         |
| 11         | Anna Danesi           | C            | 20 april 1996     | Imoco Volley                        |
| 13         | Sarah Fahr            | C            | 12 september 2001 | Club Italia                         |
| 15         | Sylvia Nwakalor       | VS           | 12 augusti 1999   | Club Italia                         |
| 16         | Lucia Bosetti         | VS           | 9 juli 1989       | Pallavolo Scandicci Savino Del Bene |
| 17         | Miriam Sylla          | VS           | 8 januari 1995    | Imoco Volley                        |
| 18         | Paola Egonu           | HS           | 18 december 1998  | AGIL Volley                         |
| 20         | Beatrice Parrocchiale | L            | 26 december 1995  | Azzurra Volley San Casciano         |
| 21         | Terry Enweonwu        | HS           | 12 maj 2000       | Club Italia                         |

## Kroatien
| Tröjnummer | Namn               | Spelposition | Födelsedatum      | Lag                               |
| ---------- | ------------------ | ------------ | ----------------- | --------------------------------- |
| -          | Daniele Santarelli | F            | 8 juni 1981       | Imoco Volley                      |
| 1          | Rene Sain          | L            | 23 april 1997     | VfB 91 Suhl                       |
| 2          | Nika Stanović      | VS           | 2 oktober 1993    | OK Kaštela                        |
| 4          | Božana Butigan     | C            | 19 augusti 2000   | HAOK Mladost                      |
| 5          | Nikolina Božičević | L            | 14 januari 1995   | Vasas SC                          |
| 9          | Lucija Mlinar      | VS           | 6 maj 1995        | Békéscsabai RSE                   |
| 10         | Matea Ikić         | VS           | 25 maj 1989       | VK Altaj                          |
| 11         | Sanja Popović      | HS           | 31 mars 1984      | Chemik Police                     |
| 12         | Beta Dumančić      | C            | 26 mars 1991      | Schweriner SC                     |
| 13         | Samanta Fabris     | HS           | 8 februari 1992   | Imoco Volley                      |
| 14         | Martina Šamadan    | C            | 11 september 1993 | UYBA Volley                       |
| 15         | Bernarda Brčić     | P            | 12 maj 1991       | Polisportiva Filottrano Pallavolo |
| 17         | Lea Deak           | P            | 27 april 2000     | OK Olimpik                        |
| 18         | Karla Klarić       | VS           | 5 september 1994  | VC Kanti                          |

## Nederländerna
| Tröjnummer | Namn             | Spelposition | Födelsedatum      | Lag                                          |
| ---------- | ---------------- | ------------ | ----------------- | -------------------------------------------- |
| -          | Jamie Morrison   | F            | 12 november 1980  | -                                            |
| 1          | Kirsten Knip     | L            | 14 september 1992 | PTSV Aachen                                  |
| 3          | Yvon Beliën      | C            | 28 december 1993  | Beşiktaş JK                                  |
| 4          | Celeste Plak     | VS           | 26 oktober 1995   | AGIL Volley                                  |
| 5          | Robin de Kruijf  | C            | 5 maj 1991        | Imoco Volley                                 |
| 6          | Maret Grothues   | VS           | 16 september 1988 | CSM București                                |
| 7          | Juliët Lohuis    | C            | 10 september 1996 | USC Münster                                  |
| 9          | Myrthe Schoot    | L            | 29 augusti 1988   | Rote Raben Vilsbiburg                        |
| 10         | Lonneke Slöetjes | HS           | 15 november 1990  | Vakıfbank SK                                 |
| 11         | Anne Buijs       | VS           | 2 december 1991   | Unione Sportiva Pro Victoria Pallavolo Monza |
| 12         | Britt Bongaerts  | P            | 3 november 1996   | Schweriner SC                                |
| 14         | Laura Dijkema    | P            | 18 februari 1990  | Azzurra Volley San Casciano                  |
| 18         | Marrit Jasper    | VS           | 28 februari 1996  | PTSV Aachen                                  |
| 19         | Nika Daalderop   | VS           | 29 november 1998  | Azzurra Volley San Casciano                  |
| 22         | Nicole Koolhaas  | C            | 31 januari 1991   | CSM București                                |

## Polen
| Tröjnummer | Namn                  | Spelposition | Födelsedatum     | Lag                      |
| ---------- | --------------------- | ------------ | ---------------- | ------------------------ |
| -          | Jacek Nawrocki        | F            | 20 augusti 1965  | -                        |
| 2          | Martyna Grajber       | VS           | 28 mars 1995     | Chemik Police            |
| 3          | Klaudia Alagierska    | C            | 2 januari 1996   | LKS Lodz                 |
| 5          | Agnieszka Kąkolewska  | C            | 17 oktober 1994  | Volleyball Casalmaggiore |
| 6          | Martyna Łukasik       | HS           | 26 november 1999 | Chemik Police            |
| 8          | Maria Stenzel         | L            | 25 november 1998 | Budowlani Łódź           |
| 9          | Magdalena Stysiak     | VS/HS        | 3 december 2000  | Budowlani Łódź           |
| 10         | Zuzanna Efimienko     | C            | 8 augusti 1989   | LKS Lodz                 |
| 13         | Paulina Maj           | L            | 22 mars 1987     | BKS                      |
| 14         | Joanna Wołosz         | P            | 7 april 1990     | Imoco Volley             |
| 15         | Aleksandra Wójcik     | VS           | 3 januari 1994   | LKS Lodz                 |
| 16         | Natalia Kurnikowska   | VS           | 13 januari 1992  | Chemik Police            |
| 17         | Malwina Smarzek       | HS           | 3 juni 1996      | Volley Bergamo           |
| 18         | Katarzyna Zaroślińska | HS           | 3 februari 1987  | KS Developres Rzeszów    |
| 20         | Marlena Pleśnierowicz | P            | 9 januari 1992   | Chemik Police            |

## Portugal
| Tröjnummer | Namn                  | Spelposition | Födelsedatum     | Lag                   |
| ---------- | --------------------- | ------------ | ---------------- | --------------------- |
| -          | José Francisco Santos | F            | 24 februari 1960 | -                     |
| 1          | Amanda Cavalcanti     | C            | 20 januari 2002  | AE Pedro Eanes Lobato |
| 2          | Eduarda Duarte        | C            | 28 juli 1993     | Leixões SC            |
| 3          | Maria Lopes           | VS           | 3 april 2002     | ANAG                  |
| 6          | Helena Monteiro       | C            | 7 februari 1998  | Castêlo da Maia GC    |
| 7          | Eliana Durão          | P            | 1 januari 1997   | Castêlo da Maia GC    |
| 8          | Vanessa Rodrigues     | P            | 28 december 1987 | AVC Famalicão         |
| 10         | Marta Hurst           | VS           | 7 juli 1992      | Hermaea               |
| 11         | Joana Resende         | L            | 23 februari 1991 | AVC Famalicão         |
| 12         | Beatriz Basto         | L            | 31 augusti 2001  | Leixões SC            |
| 14         | Aline Rodrigues       | C            | 5 september 1988 | AVC Famalicão         |
| 15         | Júlia Kavalenka       | HS           | 2 mars 1999      | Cuneo Granda Volley   |
| 17         | Maria Maio            | HS           | 17 maj 1993      | CF Os Belenenses      |
| 18         | Barbara Gomes         | VS           | 10 mars 1996     | AVC Famalicão         |
| 20         | Ana Afonso            | VS           | 14 januari 2001  | ANAG                  |

## Rumänien
| Tröjnummer | Namn                    | Spelposition | Födelsedatum     | Lag                 |
| ---------- | ----------------------- | ------------ | ---------------- | ------------------- |
| -          | Luciano Pedullà         | F            | 3 augusti 1957   | -                   |
| 1          | Ioana Baciu             | HS           | 4 januari 1990   | CSM Volei Alba Blaj |
| 2          | Denisa Rogojinaru       | VS           | 16 maj 1985      | CS Știința Bacău    |
| 3          | Rodica Buterez          | C            | 25 juli 1999     | CSM Târgoviște      |
| 4          | Diana Tătaru            | P            | 19 april 1988    | CSM Lugoj           |
| 5          | Ramona Rus              | VS           | 8 oktober 1996   | CSM Volei Alba Blaj |
| 6          | Mihaela Albu            | L            | 1 januari 1994   | CS Medgidia         |
| 7          | Roxana Iancu            | C            | 14 augusti 1993  | CS Dinamo București |
| 8          | Adelina Budăi-Ungureanu | VS           | 29 juli 2000     | CSM București       |
| 9          | Diana Neaga             | P            | 24 maj 1986      | CSM Târgoviște      |
| 10         | Alexandra Trică         | VS           | 21 oktober 1985  | CSM Târgoviște      |
| 11         | Roxana Țucmeanu         | L            | 21 april 1998    | CS Dinamo București |
| 12         | Georgiana Faleş         | C            | 4 februari 1986  | CS Știința Bacău    |
| 15         | Alexandra Ciucu         | L            | 13 november 1995 | CS Știința Bacău    |
| 18         | Nneka Onyejekwe         | C            | 18 augusti 1989  | CSM Volei Alba Blaj |

## Ryssland
| Tröjnummer | Namn                | Spelposition | Födelsedatum     | Lag                   |
| ---------- | ------------------- | ------------ | ---------------- | --------------------- |
| -          | Vadim Pankov        | F            | 1 juni 1964      | -                     |
| 1          | Angelina Lazarenko  | C            | 13 april 1998    | Volero Le Cannet      |
| 3          | Ekaterina Efimova   | C            | 3 juli 1993      | ZHVK Dinamo Moskva    |
| 4          | Dar'ja Čikrizova    | L            | 9 juni 1990      | VK Dinamo-Metar       |
| 6          | Irina Zarjažko      | C            | 4 oktober 1991   | ZHVK Dinamo Kazan     |
| 7          | Tatjana Romanova    | P            | 9 september 1994 | VK Uralochka-NTMK     |
| 8          | Natalija Gontjarova | HS           | 1 juni 1989      | ZHVK Dinamo Moskva    |
| 9          | Alla Galeeva        | L            | 15 april 1992    | Lokomotiv Kaliningrad |
| 11         | Margarita Kurilo    | VS           | 21 juni 1993     | ZHVK Jenisej          |
| 13         | Evgenija Starceva   | P            | 12 februari 1989 | ZHVK Dinamo Kazan     |
| 14         | Irina Fetisova      | C            | 7 september 1994 | ZHVK Dinamo Moskva    |
| 16         | Irina Voronkova     | VS           | 20 oktober 1995  | Lokomotiv Kaliningrad |
| 18         | Ksenija Il'čenko    | VS           | 31 oktober 1994  | VK Uralochka-NTMK     |
| 19         | Marija Chaleckaja   | HS           | 31 juli 1994     | Dinamo Krasnodar      |
| 26         | Anna Lazareva       | HS           | 31 januari 1997  | ZHVK Dinamo Moskva    |

## Schweiz
| Tröjnummer | Namn              | Spelposition | Födelsedatum      | Lag                   |
| ---------- | ----------------- | ------------ | ----------------- | --------------------- |
| -          | Timothy Lippuner  | F            | 11 november 1980  | Rote Raben Vilsbiburg |
| 1          | Julie Lengweiler  | VS           | 6 november 1998   | NUC Volleyball        |
| 3          | Livia Zaugg       | VS           | 29 januari 1996   | Sm'Aesch Pfeffingen   |
| 4          | Gabi Schottroff   | C            | 8 februari 1997   | Sm'Aesch Pfeffingen   |
| 5          | Thays Deprati     | L            | 14 april 1992     | TS Volley Düdingen    |
| 6          | Madlaina Matter   | C            | 19 oktober 1996   | Sm'Aesch Pfeffingen   |
| 7          | Méline Pierret    | P            | 18 januari 1999   | NUC Volleyball        |
| 8          | Maja Storck       | C            | 8 oktober 1998    | PTSV Aachen           |
| 9          | Sarina Brunner    | VS           | 8 juli 1997       | TS Volley Düdingen    |
| 10         | Samira Sulser     | C            | 22 december 1995  | TS Volley Düdingen    |
| 12         | Sarah Trösch      | P            | 28 september 1994 | NUC Volleyball        |
| 13         | Xenia Staffelbach | C            | 16 mars 1998      | NUC Volleyball        |
| 14         | Laura Künzler     | VS           | 25 december 1996  | Rote Raben Vilsbiburg |
| 20         | Olivia Wassner    | P            | 22 mars 1999      | American Eagles       |
| 21         | Mathilde Engel    | L            | 10 januari 2002   | NUC Volleyball II     |

## Serbien
| Tröjnummer | Namn                | Spelposition | Födelsedatum      | Lag                                 |
| ---------- | ------------------- | ------------ | ----------------- | ----------------------------------- |
| -          | Zoran Terzić        | F            | 9 juli 1966       | Fenerbahçe SK                       |
| 1          | Bianka Buša         | VS           | 25 juli 1994      | Chemik Police                       |
| 2          | Katarina Lazović    | VS           | 12 september 1999 | ŽOK Vizura                          |
| 5          | Mina Popović        | C            | 16 september 1994 | Azzurra Volley San Casciano         |
| 8          | Slađana Mirković    | P            | 7 oktober 1995    | Chemik Police                       |
| 9          | Brankica Mihajlović | VS           | 13 april 1991     | JT Marvelous                        |
| 10         | Maja Ognjenović     | P            | 6 augusti 1984    | ZHVK Dinamo Moskva                  |
| 11         | Stefana Veljković   | C            | 9 januari 1990    | AGIL Volley                         |
| 12         | Teodora Pusić       | L            | 12 mars 1993      | CSM Târgoviște                      |
| 13         | Ana Bjelica         | HS           | 3 april 1992      | Volero Le Cannet                    |
| 14         | Maja Aleksić        | C            | 6 juni 1997       | CSM Volei Alba Blaj                 |
| 17         | Silvija Popović     | L            | 15 mars 1986      | VK Altaj                            |
| 18         | Tijana Bošković     | HS           | 8 mars 1997       | Eczacıbaşı SK                       |
| 19         | Bojana Milenković   | VS           | 6 mars 1997       | Pallavolo Scandicci Savino Del Bene |
| 20         | Jelena Blagojević   | VS           | 1 december 1988   | KS Developres Rzeszów               |

## Slovakien
| Tröjnummer | Namn                | Spelposition | Födelsedatum      | Lag                     |
| ---------- | ------------------- | ------------ | ----------------- | ----------------------- |
| -          | Marco Fenoglio      | F            | 16 mars 1970      | VBC Mondovì             |
| 2          | Barbora Koseková    | P            | 22 november 1994  | Universitatea Timisoara |
| 3          | Romana Hudecová     | VS           | 21 september 1993 | Bratislavský VK         |
| 4          | Veronika Hrončeková | C            | 2 januari 1990    | Bratislavský VK         |
| 6          | Karin Palgutová     | HS           | 12 februari 1993  | Quimper Volley 29       |
| 7          | Michaela Španková   | L            | 1 augusti 1999    | Bratislavský VK         |
| 8          | Miroslava Kijaková  | VS           | 5 maj 1988        | Anorthosis Famagusta    |
| 9          | Jaroslava Pencová   | C            | 24 juni 1990      | Budowlani Łódź          |
| 10         | Nina Herelová       | C            | 30 juli 1993      | BKS                     |
| 12         | Nikola Radosová     | VS           | 3 maj 1992        | Dresdner SC             |
| 13         | Lenka Ovečková      | P            | 16 november 1995  | Bratislavský VK         |
| 14         | Sandra Szabóová     | C            | 22 juli 1996      | SC Potsdam              |
| 15         | Karolína Fričová    | VS           | 29 april 2000     | Slavia Bratislava       |
| 16         | Skarleta Jančová    | L            | 16 januari 1997   | Bratislavský VK         |
| 22         | Mária Kostelanská   | VS           | 8 januari 1993    | Vasas SC                |

## Slovenien
| Tröjnummer | Namn                 | Spelposition | Födelsedatum     | Lag                |
| ---------- | -------------------- | ------------ | ---------------- | ------------------ |
| -          | Alessandro Chiappini | F            | 31 januari 1969  | PTPS Piła          |
| 1          | Eva Mori             | P            | 31 mars 1996     | Volero Le Cannet   |
| 2          | Tina Grudina         | C            | 3 december 1994  | OK HIT Nova Gorica |
| 3          | Ana Marija Vovk      | VS           | 29 mars 1998     | OK Formis          |
| 4          | Leja Janežič         | L            | 7 mars 1993      | OK Kamnik          |
| 6          | Žana Zdovc Sporer    | VS           | 22 mars 2002     | OK Kamnik          |
| 7          | Veronika Mikl        | L            | 18 november 1999 | Puconci            |
| 8          | Eva Zatkovič         | HS           | 2 augusti 2001   | OK Kamnik          |
| 9          | Iza Mlakar           | HS           | 14 november 1995 | OK Branik          |
| 10         | Sara Najdić          | P            | 17 december 1994 | OK Branik          |
| 11         | Ela Pintar           | C            | 11 januari 1996  | OK Branik          |
| 12         | Lana Ščuka           | VS           | 6 oktober 1996   | OK HIT Nova Gorica |
| 16         | Darja Eržen          | HS           | 20 juni 1997     | Vasas SC           |
| 18         | Saša Planinšec       | C            | 2 juni 1995      | Dresdner SC        |
| 20         | Monika Potokar       | VS           | 18 december 1987 | Volleyball Wrocław |

## Spanien
| Tröjnummer | Namn                | Spelposition | Födelsedatum     | Lag                      |
| ---------- | ------------------- | ------------ | ---------------- | ------------------------ |
| -          | Pascual Saurin      | F            | 26 februari 1967 | -                        |
| 1          | Aina Berbel         | C            | 14 juni 1999     | Sant Cugat               |
| 2          | María José Corral   | P            | 1 januari 1991   | AJM/FC Porto             |
| 4          | Jessica Rivero      | VS           | 15 mars 1995     | Volley Millenium Brescia |
| 5          | Alba Sánchez        | L            | 9 september 1991 | CV Logroño               |
| 6          | Alicia De Blas      | C            | 7 maj 1995       | CV Alcobendas            |
| 7          | Sofía Elizaga       | VS           | 5 oktober 1995   | CV Alcobendas            |
| 10         | Lucrecia Castellano | C            | 18 juni 2000     | JAV Olimpico             |
| 11         | Mabel Caro          | C            | 13 mars 1991     | CV Barcelona             |
| 13         | Helia González      | VS           | 29 augusti 1985  | CV Logroño               |
| 14         | Ariadna Priante     | P            | 20 april 2002    | CAEP Soria               |
| 16         | María Segura        | VS           | 10 juni 1992     | Dresdner SC              |
| 17         | Ana Escamilla       | VS           | 10 juli 1998     | CV Barcelona             |
| 18         | Patricia Llabrés    | L            | 15 april 1996    | CV Logroño               |
| 20         | Raquel Montoro      | HS           | 25 november 2002 | CAEP Soria               |

## Turkiet
| Tröjnummer | Namn              | Spelposition | Födelsedatum      | Lag                  |
| ---------- | ----------------- | ------------ | ----------------- | -------------------- |
| -          | Giovanni Guidetti | F            | 20 september 1972 | Vakıfbank SK         |
| 2          | Simge Aköz        | L            | 23 april 1991     | Eczacıbaşı SK        |
| 3          | Cansu Özbay       | P            | 17 oktober 1996   | Vakıfbank SK         |
| 5          | Şeyma Ercan       | VS           | 5 juli 1994       | Türk Hava Yolları SK |
| 6          | Kübra Akman       | C            | 13 oktober 1994   | Vakıfbank SK         |
| 7          | Hande Baladın     | VS           | 11 september 1997 | Galatasaray SK       |
| 9          | Meliha İsmailoğlu | VS           | 17 september 1993 | Eczacıbaşı SK        |
| 11         | Naz Aydemir       | P            | 14 augusti 1990   | -                    |
| 12         | Gözde Yılmaz      | HS           | 9 september 1991  | Eczacıbaşı SK        |
| 13         | Meryem Boz        | HS           | 3 februari 1988   | Galatasaray SK       |
| 14         | Eda Erdem         | C            | 22 februari 1987  | Fenerbahçe SK        |
| 18         | Zehra Güneş       | C            | 7 juli 1999       | Vakıfbank SK         |
| 20         | Aylin Sarıoğlu    | L            | 27 juli 1995      | Nilüfer BSK          |
| 21         | Fatma Yıldırım    | VS           | 3 januari 1990    | Fenerbahçe SK        |
| 99         | Ebrar Karakurt    | HS           | 17 januari 2000   | Vakıfbank SK         |

## Tyskland
| Tröjnummer | Namn                | Spelposition | Födelsedatum      | Lag                         |
| ---------- | ------------------- | ------------ | ----------------- | --------------------------- |
| -          | Felix Koslowski     | F            | 18 mars 1984      | Schweriner SC               |
| 2          | Pia Kästner         | P            | 29 juni 1998      | Allianz MTV Stuttgart       |
| 3          | Denise Hanke        | P            | 31 augusti 1989   | Schweriner SC               |
| 5          | Jana Franziska Poll | VS           | 7 maj 1988        | Allianz MTV Stuttgart       |
| 6          | Jennifer Geerties   | VS           | 5 april 1994      | Schweriner SC               |
| 8          | Kimberly Drewniok   | HS           | 11 augusti 1997   | Schweriner SC               |
| 9          | Lina Alsmeier       | VS           | 29 juni 2000      | USC Münster                 |
| 10         | Lena Stigrot        | VS           | 21 december 1994  | Dresdner SC                 |
| 11         | Louisa Lippmann     | HS           | 23 september 1994 | Azzurra Volley San Casciano |
| 14         | Marie Schölzel      | C            | 1 augusti 1997    | Schweriner SC               |
| 16         | Linda Bock          | L            | 27 maj 2000       | VC Olympia Berlin           |
| 17         | Anna Pogany         | L            | 21 juli 1994      | Schweriner SC               |
| 19         | Ivana Vanjak        | VS           | 30 maj 1995       | USC Münster                 |
| 21         | Camilla Weitzel     | C            | 11 juni 2000      | Dresdner SC                 |
| 22         | Lisa Gründing       | VS           | 2 december 1991   | PTSV Aachen                 |

## Ukraina
| Tröjnummer | Namn                  | Spelposition | Födelsedatum      | Lag                      |
| ---------- | --------------------- | ------------ | ----------------- | ------------------------ |
| -          | Garij Jegiazarov      | F            | 29 juni 1962      | -                        |
| 2          | Diana Karpets         | C            | 6 augusti 1996    | VK Chimik                |
| 3          | Iryna Trusjkina       | C            | 3 december 1986   | CSM București            |
| 4          | Alla Politanska       | P            | 27 september 1988 | VK Altaj                 |
| 5          | Karyna Denysova       | VS           | 28 december 1997  | Bratislavský VK          |
| 7          | Svetlana Lidjajeva    | C            | 11 december 1993  | KSZO Ostrowiec           |
| 8          | Anastasia Krajduba    | VS           | 15 april 1995     | ZHVK Jenisej             |
| 9          | Julia Herasymova      | C            | 15 september 1989 | Karayolları SK           |
| 11         | Anna Stepanjuk        | VS           | 31 oktober 1992   | Jakarta Pertamina Energi |
| 12         | Anastasia Karasova    | L            | 12 maj 1993       | Volyn Universitet Lutsk  |
| 16         | Nadija Kodola         | VS           | 29 september 1988 | CSM București            |
| 17         | Oleksandra Peretiatko | P            | 11 april 1984     | ZHVK Jenisej             |
| 18         | Darja Velykokon       | C            | 11 april 2002     | VK Chimik                |
| 21         | Olesia Rychljuk       | HS           | 11 december 1987  | Beşiktaş JK              |
| 22         | Viktorija Nikolajtjuk | HS           | 12 september 2000 | VK Orbita-ZTMK-ZNU       |

## Ungern
| Tröjnummer | Namn             | Spelposition | Födelsedatum     | Lag                           |
| ---------- | ---------------- | ------------ | ---------------- | ----------------------------- |
| -          | Jan de Brandt    | F            | 20 januari 1959  | -                             |
| 1          | Gréta Szakmáry   | VS           | 31 december 1991 | Schweriner SC                 |
| 2          | Fruzsina Tóth    | L            | 30 december 1999 | NRKE Nyíregyháza              |
| 5          | Rita Molcsányi   | L            | 11 januari 1993  | Békéscsabai RSE               |
| 6          | Zsófia Gyimes    | C            | 14 augusti 1996  | Kansas State Wildcats         |
| 7          | Renáta Sándor    | VS           | 15 december 1990 | Allianz MTV Stuttgart         |
| 8          | Zsuzsanna Tálas  | P            | 9 juli 1993      | Békéscsabai RSE               |
| 9          | Bernadett Dékány | VS           | 30 juni 1992     | Vasas SC                      |
| 11         | Kata Török       | VS           | 26 maj 1998      | Vasas SC                      |
| 14         | Anett Németh     | HS           | 13 december 1999 | Coastal Carolina Chanticleers |
| 15         | Rita Liliom      | VS/HS        | 23 maj 1986      | Újpesti TE                    |
| 16         | Eszter Nagy      | C            | 1 november 1991  | Rote Raben Vilsbiburg         |
| 17         | Réka Bleicher    | P            | 15 oktober 1995  | Újpesti TE                    |
| 18         | Eszter Pekárik   | C            | 8 december 1996  | Békéscsabai RSE               |
| 22         | Zsanett Miklai   | C            | 16 februari 1992 | MCM Kaposvári                 |